# Акрамов, Олег Андреевич
Олег Андреевич Акрамов (12 февраля 2003, Реутов) — российский профессиональный баскетболист, играющий на позиции лёгкого форварда.

## Карьера
Олег Акрамов родился в Реутове Московской области. Воспитанник баскетбольной клубной системы ЦСКА. Выступал за ДЮБЛ, молодёжку и второй состав московских «армейцев». Первый тренер — Короблин Александр Анатольевич.
Сезон 2023/2024 года провёл в Суперлиге — за фарм-команду «красно-синих», а также на правах аренды выступал в составе баскетбольного клуба «Иркут». В активе баскетболиста чемпионства ДЮБЛ и Единой Молодежной Лиги ВТБ. В составе «Иркута» провёл 10 игр, средний показатель — 9.2 очков, 4.9 подборов, 2.9 передач.
В июне 2024 года Акрамов перешёл в «Уралмаш» на правах аренды. В составе команды стал обладателем Кубка России.

## Достижения
- Обладатель Кубка России: 2024/2025
- Чемпион Единой молодёжной лиги ВТБ (1): 2020/2021;
- Чемпион ДЮБЛ (2021).
- Символическая пятерка первенства России u-16(2019)
- Самый ценный игрок первенства России u-17(2020)
- Самый ценный игрок финала восьми , первенство ДЮБЛ(2021)